# Liste der Biografien/Marq
Liste der Biografien |
Portal Biografien |
Personensuche
# |
A |
B |
C |
D |
E |
F |
G |
H |
I |
J |
K |
L |
M |
N |
O |
P |
Q |
R |
S |
T |
U |
V |
W |
X |
Y |
Z |
?
 
Ma |
Mb |
Mc |
Md |
Me |
Mf |
Mg |
Mh |
Mi |
Mj |
Mk |
Ml |
Mm |
Mn |
Mo |
Mp |
Mq |
Mr |
Ms |
Mt |
Mu |
Mv |
Mw |
Mx |
My |
Mz
 
Maa |
Mab |
Mac |
Mad |
Mae |
Maf |
Mag |
Mah |
Mai |
Maj |
Mak |
Mal |
Mam |
Man |
Mao |
Map |
Maq |
Mar |
Mas |
Mat |
Mau |
Mav |
Maw |
Max |
May |
Maz
 
Mara |
Marb |
Marc |
Mard |
Mare |
Marf |
Marg |
Marh |
Mari |
Marj |
Mark |
Marl |
Marm |
Marn |
Maro |
Marp |
Marq |
Marr |
Mars |
Mart |
Maru |
Marv |
Marw |
Marx |
Mary |
Marz
Die Liste der Biografien führt alle Personen auf, die in der deutschsprachigen Wikipedia einen Artikel haben. Dieses ist eine Teilliste mit 283 Einträgen von Personen, deren Namen mit den Buchstaben „Marq“ beginnt.

## Marq

### Marqu

#### Marqua
- Marquais, Michelle (1926–2022), französische Schauspielerin
- Marquand, Allan (1853–1924), US-amerikanischer Logiker und Kunstgeschichtler
- Marquand, Christian (1927–2000), französischer Schauspieler und Filmregisseur
- Marquand, David (1934–2024), britischer Politikwissenschaftler und Politiker der Labour Party
- Marquand, Hilary (1901–1972), britischer Politiker (Labour Party), Mitglied des House of Commons
- Marquand, John Phillips (1893–1960), amerikanischer Journalist und Schriftsteller
- Marquand, Richard (1937–1987), britischer Filmregisseur, Drehbuchautor und Filmproduzent
- Marquand, Ross (* 1981), US-amerikanischer Film- und TheaterschauspielerRoss Marquand (* 1981)

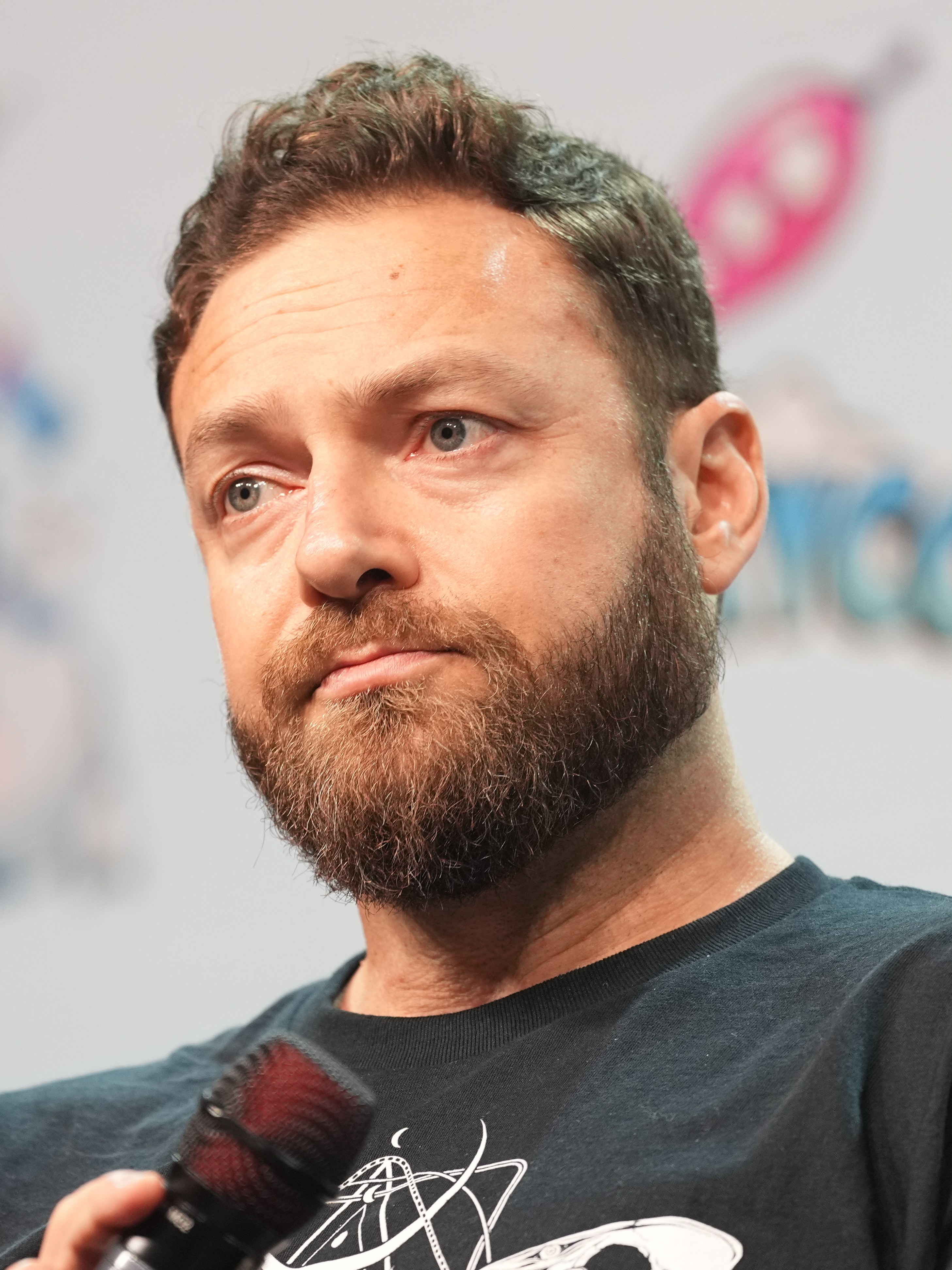
Ross Marquand (* 1981)

- Marquand, Serge (1930–2004), französischer Schauspieler und Filmproduzent
- Marquant, Peter (* 1954), österreichischer Maler
- Marquard († 1142), Abt des Stiftes Wilten in Tirol
- Marquard Bermann († 1378), Bischof von Schwerin
- Marquard I. von Hagel († 1324), Fürstbischof von Eichstätt (1322–1324)
- Marquard I. von Randeck († 1381), Patriarch von Aquileja, Bischof von Augsburg
- Marquard Mendel († 1385), deutscher Kaufmann, Klostergründer und Nürnberger Ratsherr
- Marquard von Hagel († 1334), Abt von Sankt Ulrich und Afra in Augsburg (1315–1334)
- Marquard von Kaltental, Propst des Stuttgarter Heilig Kreuz Stifts
- Marquard von Lindau († 1392), deutscher franziskanischer theologischer Schriftsteller
- Marquard von Salzbach, Deutschordensritter
- Marquard, Annette (* 1964), deutsche Jazz- und Popsängerin und Dozierende für Singer Songwriter
- Marquard, Gotthard (1611–1694), deutscher Jurist und Bürgermeister der Hansestadt Lübeck
- Marquard, Gotthard (1648–1694), deutscher Jurist und Ratssekretär in Lübeck
- Marquard, Günter (1924–2016), deutscher Journalist
- Marquard, Gustav von (1827–1899), deutscher Richter, Kreisrat und Provinzialdirektor im Großherzogtum Hessen
- Marquard, Johann (1610–1668), Bürgermeister von Lübeck
- Marquard, Jürg (* 1945), Schweizer Verleger
- Marquard, Odo (1928–2015), deutscher Philosoph und Essayist
- Marquard, Otto (1881–1969), deutscher Maler und Grafiker
- Marquard, Paul (1836–1872), deutscher Klassischer Philologe und Musikhistoriker
- Marquard, Peter, deutscher Baumeister
- Marquard, Reiner (* 1949), deutscher evangelischer Theologe
- Marquard, Rita (* 1967), deutsche Mittel- und Langstreckenläuferin
- Marquard, Stefan (* 1964), deutscher KochStefan Marquard (* 1964)

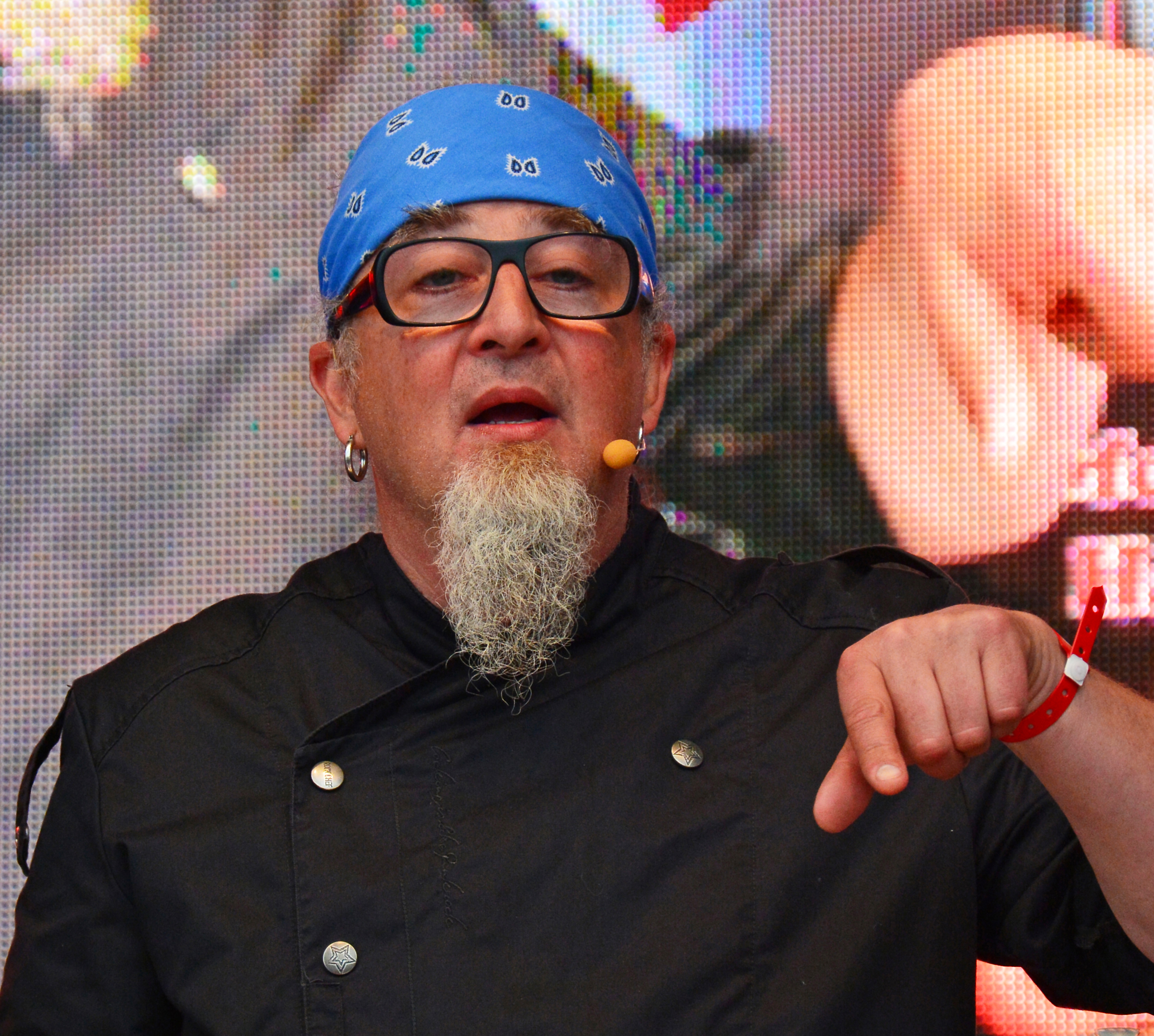
Stefan Marquard (* 1964)

- Marquardsen, Heinrich (1826–1897), deutscher Rechtswissenschaftler und Politiker (Nationalliberal), MdR
- Marquardsen, Hugo (1869–1920), deutscher Geograph des Reichskolonialamts
- Marquardt, Andreas (* 1956), deutscher ehemaliger Zuhälter
- Marquardt, Angela (* 1971), deutsche Politikerin (PDS, SPD), MdB
- Marquardt, Annelie (* 1947), deutsche Juristin und Richterin am Bundesarbeitsgericht
- Marquardt, August Adolph Bruno (1878–1916), deutscher Maler und Pionier der Farbfotografie
- Marquardt, Axel (1943–2011), deutscher Schriftsteller
- Marquardt, Bernd (* 1966), deutscher Rechtswissenschaftler und Hochschullehrer
- Marquardt, Björn (* 1973), deutscher Basketballspieler
- Marquardt, Bridget (* 1973), US-amerikanische TV-Persönlichkeit
- Marquardt, Bruno (1904–1981), deutscher Maler
- Marquardt, Carl (1860–1916), deutscher Schriftsteller- und Völkerschaubetreiber
- Marquardt, Carsten (* 1967), deutscher Fußballspieler
- Marquardt, Christiane (* 1958), deutsche Leichtathletin
- Marquardt, Darcy (* 1979), kanadische Ruderin
- Marquardt, Eduard von (1801–1889), preußischer Generalmajor und Inspekteur der 2. Artillerie-Inspektion
- Marquardt, Emil (1879–1953), deutscher Oberamtmann und Regierungsdirektor
- Marquardt, Erik (* 1987), deutscher Politiker (Bündnis 90/Die Grünen)Erik Marquardt (* 1987)

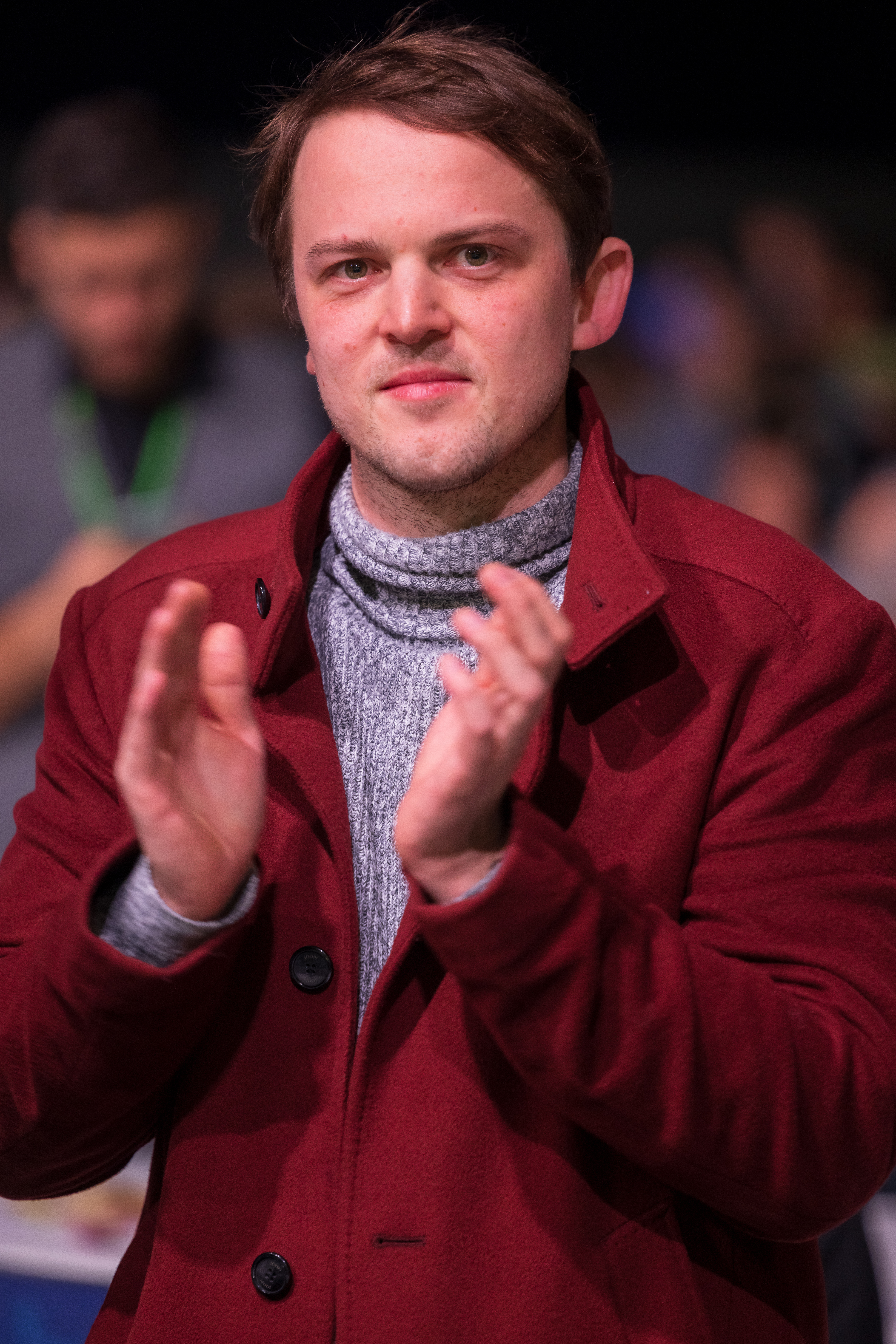
Erik Marquardt (* 1987)

- Marquardt, Ernst (1924–2016), deutscher Orthopäde und Hochschullehrer
- Marquardt, Erwin (1889–1955), deutscher Wasserbauer
- Marquardt, Erwin (1890–1951), deutscher Reformpädagoge
- Marquardt, Ewald (1931–2022), deutscher Elektrotechniker, Unternehmer und Stiftungsgründer
- Marquardt, Friedrich (1909–2007), deutscher Politiker (SPD), MdL
- Marquardt, Friedrich-Wilhelm (1928–2002), evangelischer Pfarrer und Professor für systematische Theologie in Berlin
- Marquardt, Fritz (* 1862), deutscher Völkerschaubetreiber und Polizist
- Marquardt, Fritz (1928–2014), deutscher Regisseur und Schauspieler
- Marquardt, Generosus (1896–1965), deutscher römisch-katholischer Theologe
- Marquardt, Gerhard (1904–1983), deutscher Gerechter unter den Völkern
- Marquardt, Gerhard (* 1935), deutscher Fußballspieler
- Marquardt, Hans (1920–2004), deutscher Redakteur und Verleger
- Marquardt, Hans (* 1950), deutscher Sänger und Sozialpädagoge
- Marquardt, Hans Ferdinand (1910–2009), deutscher Biologe, Botaniker, Forstwissenschaftler und Musiker
- Marquardt, Hans-Georg (1927–2013), deutscher Politiker (SPD)
- Marquardt, Hans-Jochen (* 1953), deutscher Germanist, Museumsdirektor und Kulturpolitiker
- Marquardt, Harald (* 1953), deutscher Fußballtorwart
- Marquardt, Hedwig (1884–1969), deutsche Malerin
- Marquardt, Helmut (* 1937), deutscher Rechtswissenschaftler
- Marquardt, Horst (1929–2020), deutscher evangelisch-methodistischer Theologe, Journalist, Autor und Mitbegründer evangelikaler Werke in Deutschland
- Marquardt, Hülya (* 1983), deutsche Autorin, Unternehmerin, Model und InfluencerinHülya Marquardt (* 1983)

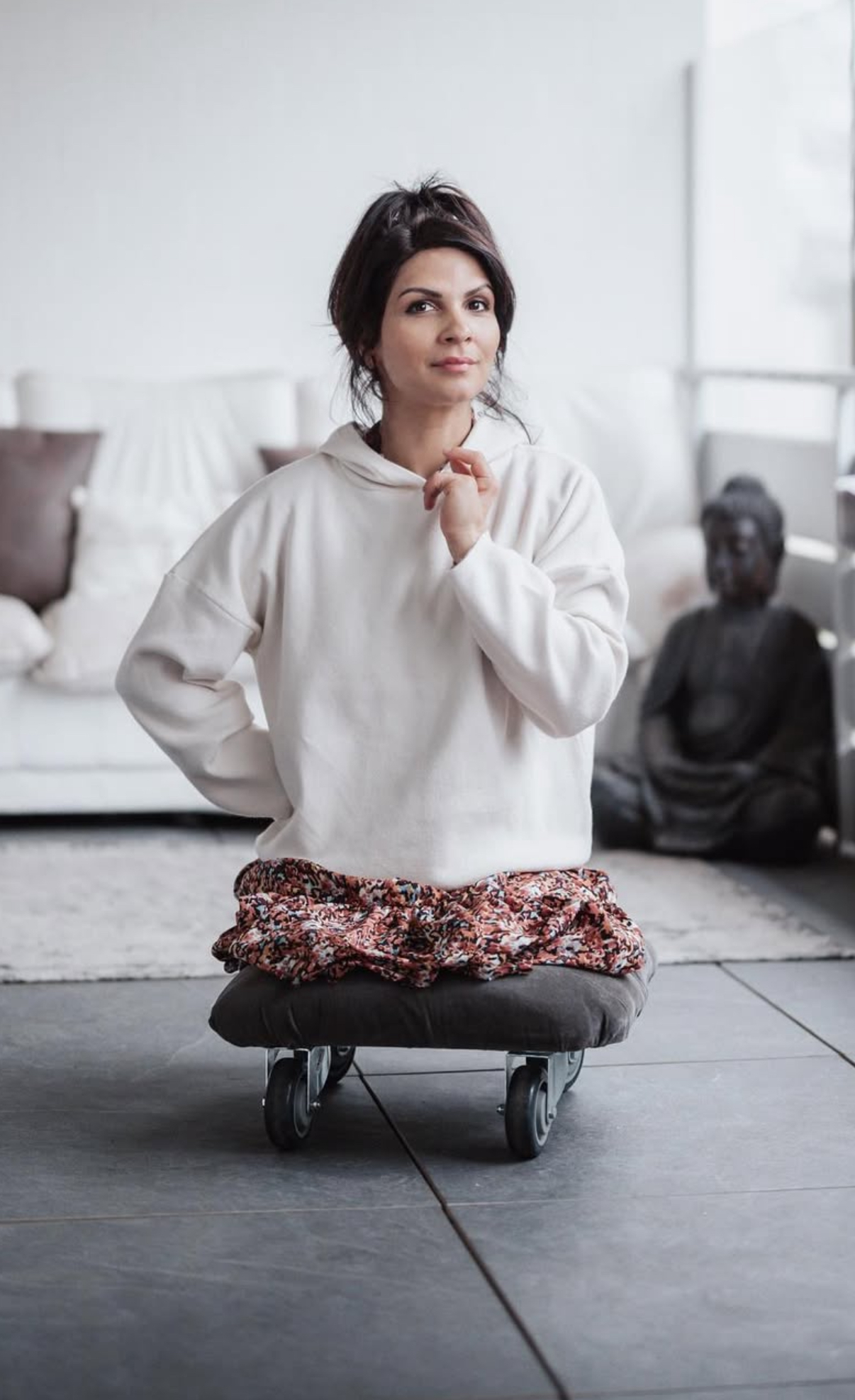
Hülya Marquardt (* 1983)

- Marquardt, Irene (1943–2023), deutsche Bildhauerin
- Marquardt, Iris, Diplom-Ingenieurin auf dem Fachgebiet des Bauingenieurwesens und Dekanin der Fakultät Bauen und Erhalten sowie Professorin für Baustoffkunde und Betontechnologien an der HAWK Hildesheim
- Marquardt, Jakob (1928–2007), deutscher Industrieller und Lobbyist
- Marquardt, Joachim (1812–1882), deutscher Gymnasiallehrer, Altphilologe und Althistoriker
- Marquardt, Johannes (1888–1945), deutscher römisch-katholischer Geistlicher und Märtyrer
- Marquardt, Jörg-Werner (* 1950), deutscher Diplomat
- Marquardt, Jürgen (1936–2019), deutscher Hochschullehrer für Hochfrequenztechnik
- Marquardt, Karl-Otto (1937–2016), deutscher Fußballspieler
- Marquardt, Klaus, deutscher Violinist
- Marquardt, Klaus (1926–2023), deutscher Wirtschaftsmanager
- Marquardt, Konrad Gottlieb (1694–1749), deutscher Mathematiker, Philosoph und Hochschullehrer
- Marquardt, Mandy (* 1991), deutsch-US-amerikanische Bahnradsportlerin
- Marquardt, Marina (* 1947), deutsche Politikerin (CDU), MdL
- Marquardt, Markus (* 1970), deutscher Sänger (Bassbariton)
- Marquardt, Matthew (* 1997), US-amerikanischer Triathlet
- Marquardt, Matthias (* 1977), deutscher Mediziner
- Marquardt, Ole (* 1948), dänischer Historiker
- Marquardt, Oliver (* 1969), deutscher Techno-Musiker und DJ
- Marquardt, Otto (1893–1944), deutscher Kommunist und Widerstandskämpfer gegen den Nationalsozialismus
- Marquardt, Otto-Werner (1944–2023), deutscher Agrarwissenschaftler und Verbandsfunktionär
- Marquardt, Pamela (* 1993), deutsche Schauspielerin
- Marquardt, Regine (1949–2016), evangelische Theologin, Zeitungschefredakteurin und Kultusministerin in Mecklenburg-Vorpommern
- Marquardt, Rolf (* 1925), deutscher Augenarzt und Universitätsprofessor
- Marquardt, Sabine B. (* 1960), deutsche römisch-katholische Theologin, Religionspädagogin, Evaluatorin von Schulen und Gymnasiallehrerin
- Marquardt, Sigrid (1924–2016), österreichische Burgschauspielerin
- Marquardt, Suse (* 1970), deutsche Casting Direktorin
- Marquardt, Sven, deutscher Handballspieler
- Marquardt, Sven (* 1962), deutscher Fotograf und TürsteherSven Marquardt (* 1962)

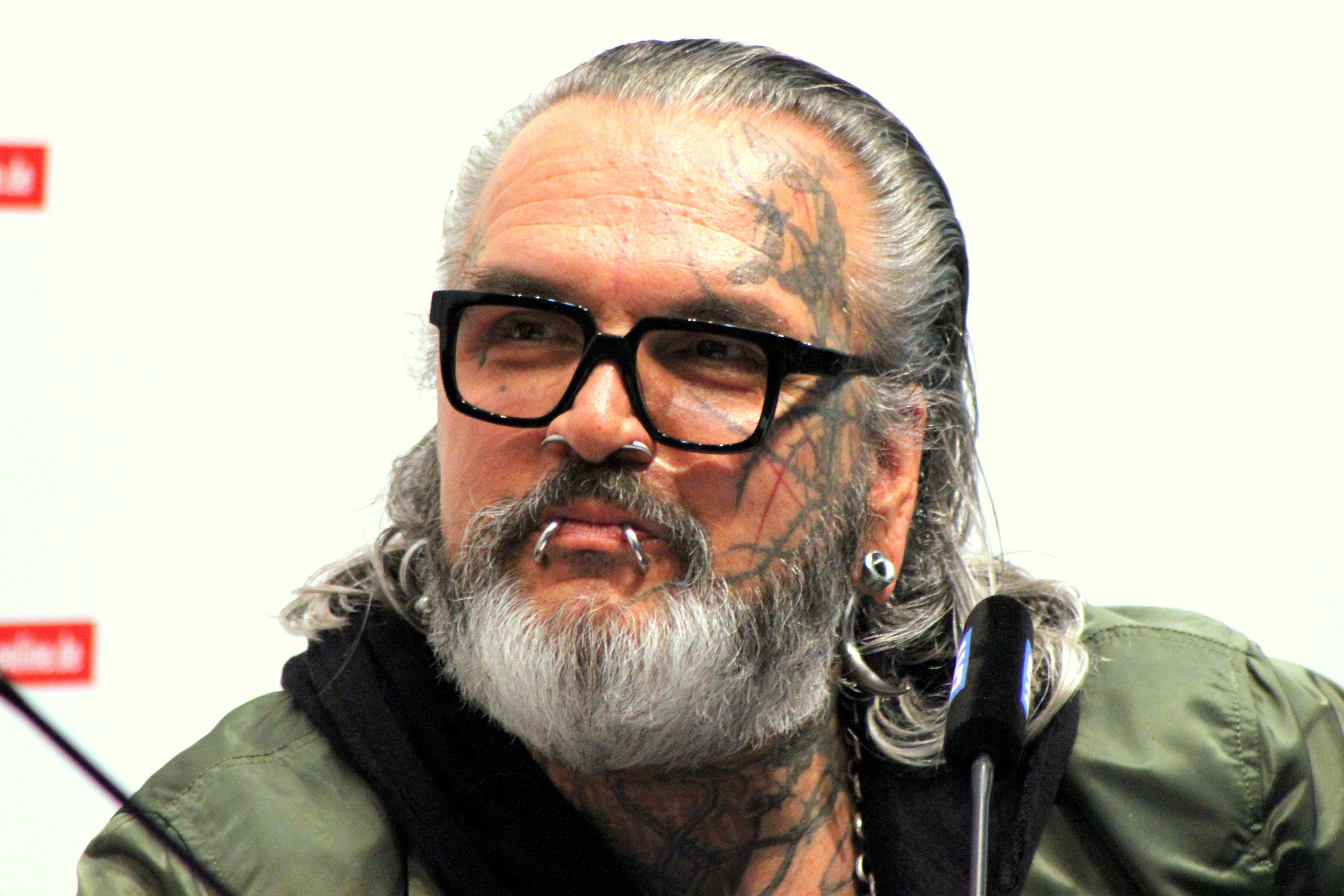
Sven Marquardt (* 1962)

- Marquardt, Thomas (* 1957), deutscher Politiker (SPD), MdL Nordrhein-Westfalen
- Marquardt, Timm Moritz (* 2002), deutscher Musicaldarsteller
- Marquardt, Tristan (* 1987), deutscher Lyriker
- Marquardt, Werner (1922–2001), deutscher Politiker (SPD), MdB
- Marquardt, Willi (1932–2017), deutscher Fußballtorhüter
- Marquardt, Wolfgang (* 1956), deutscher Ingenieur und Professor für Prozesstechnik
- Marquart, Alfred (1945–2012), deutscher Hörfunkjournalist, Moderator und Autor
- Marquart, Bernd (* 1958), deutscher Jazztrompeter
- Marquart, Felix (1858–1920), deutscher Verbandssekretär und Politiker (NLP), MdR
- Marquart, Friedrich (1889–1983), deutscher Landrat, Abgeordneter des Provinziallandtages der Provinz Hesse-Nassau
- Marquart, James W. (* 1954), US-amerikanischer Kriminologe
- Marquart, Johannes (* 1909), deutscher Versicherungsmathematiker und Kryptologe
- Marquart, Ludwig Clamor (1804–1881), deutscher Apotheker und Unternehmer
- Marquart, Margret (1928–2004), deutsche Missionsärztin und Theologin
- Marquart, Peter, deutscher Bauingenieur
- Marquart, Simon (* 1996), Schweizer Radrennfahrer
- Marquat, William F. (1894–1960), US-amerikanischer General

#### Marque
- Marque (* 1972), österreichischer Sänger, Musikproduzent und SongwriterMarque (* 1972)

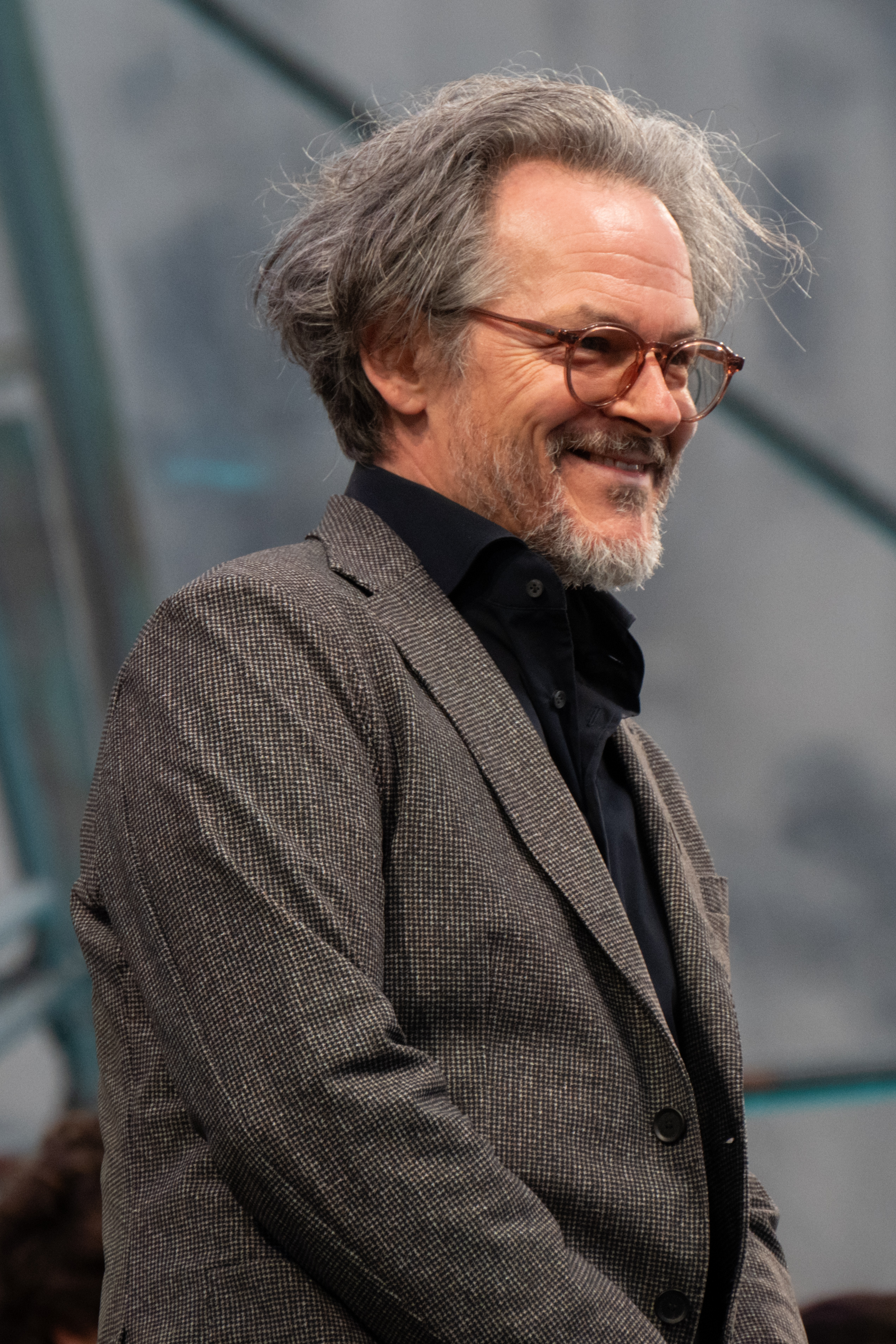
Marque (* 1972)

- Marque, Albert (1872–1939), französischer Bildhauer und Puppenmacher
- Marque, Alejandro (* 1981), spanischer Radsportler
- Marque, François (* 1983), französischer Fußballspieler
- Marquer, Marlyse (* 1989), mauritische Badmintonspielerin
- Marques Abreu, Julie (* 2004), luxemburgische Fußballspielerin
- Márques Castro, Antonio, uruguayischer Fußballspieler
- Marques Chindekasse, Estanislau (* 1958), angolanischer Ordensgeistlicher und römisch-katholischer Bischof von Dundo
- Marques de Morais, Rafael (* 1971), angolanischer Menschenrechtsaktivist, Journalist und Schriftsteller
- Marques Ferreira, Almir (1911–1984), brasilianischer Geistlicher, römisch-katholischer Bischof von Uberlândia
- Marques Mariano, Rafael (* 1983), brasilianischer Fußballspieler
- Marques Pinto, Rafael (* 1983), brasilianischer Fußballspieler
- Marques Siqueira, Jailson (* 1995), brasilianischer Fußballspieler
- Marques, A. H. de Oliveira (1933–2007), portugiesischer Historiker, Hochschullehrer und Autor
- Marqués, Águeda (* 1999), spanische Leichtathletin
- Marqués, Alejandro (* 2000), spanisch-venezolanischer Fußballspieler
- Marques, Ana (* 1979), brasilianische Fußballschiedsrichterin
- Marques, Ana Clara Guerra (* 1962), angolanische Tänzerin und Choreografin
- Marques, Ana Martins (* 1977), brasilianische Dichterin
- Marques, André (* 1987), portugiesischer Fußballspieler
- Marques, Armando (1930–2014), brasilianischer Fußballschiedsrichter
- Marques, Armando (* 1937), portugiesischer Sportschütze
- Marques, Carlos (* 1983), portugiesischer Fußballspieler
- Marques, Claudemir Vítor (* 1972), brasilianischer Fußballspieler
- Marques, Daniele (* 1950), Schweizer Architekt
- Marques, Dênis (* 1981), brasilianischer Fußballspieler
- Marques, Eduardo Augusto (1867–1944), portugiesischer Soldat, Kolonialverwalter und Politiker
- Marques, Eduardo Naya (* 1935), portugiesischer Architekt
- Marques, Enedina Alves (1913–1981), brasilianische Bauingenieurin
- Marques, Fernando Codá (* 1979), brasilianischer Mathematiker
- Marques, Francisco Xavier (1962–2022), osttimoresischer Beamter
- Marques, Gabriel (* 1988), brasilianischer Fußballspieler
- Marques, Guilherme (* 1969), brasilianischer Beachvolleyballspieler, Weltmeister
- Marques, Harley, brasilianischer Beachvolleyballspieler und Vizeweltmeister
- Marques, Helena (1935–2020), portugiesische Journalistin und Schriftstellerin
- Marques, Horácio (* 1962), osttimoresischer Archivar und Generaldirektor des Nationalarchivs Osttimors
- Marques, Jefferson (* 1978), brasilianischer Fußballspieler
- Marques, João Batista Casemiro (* 1975), brasilianisch-türkischer Fußballspieler
- Marquês, José (* 1983), portugiesischer Dartspieler
- Marques, José António (1822–1884), Armeearzt und Gründer des Portugiesischen Roten Kreuzes
- Marques, José Antônio Aparecido Tosi (* 1948), brasilianischer Geistlicher, römisch-katholischer Erzbischof von Fortaleza
- Marques, José Maria, portugiesischer Gouverneur von Portugiesisch-Timor
- Marques, Jussara (1931–2006), brasilianische Schönheitskönigin (1949)
- Marques, Lourenço, portugiesischer Händler und Entdecker
- Marques, Lucas (* 1988), brasilianischer Fußballspieler
- Marques, Luis (* 1967), französischer Autorennfahrer
- Marques, Marcio de Oliveira (* 1995), brasilianischer Fußballspieler
- Marques, Margarida (* 1954), portugiesische Politikerin (PS), MdEP
- Marques, Maria Manuel Leitão (* 1952), portugiesische Politikerin und Wirtschaftswissenschaftlerin
- Marques, Merita de Jesus (* 1969), osttimoresische Agronomin und Aktivistin
- Marques, Miguel (* 1997), portugiesischer Koch
- Marques, Nuno (* 1970), portugiesischer Tennisspieler
- Marques, Ofélia (1902–1952), portugiesische Malerin, Karikaturistin und Illustratorin
- Marques, Paula Tomás (* 1994), portugiesische Filmregisseurin
- Marques, Pedro (* 1976), portugiesischer Politiker (PS), MdEP
- Marques, Renan (* 1983), brasilianischer Fußballspieler
- Marqués, René (1919–1979), puerto-ricanischer Schriftsteller
- Marques, Rui (* 1963), portugiesischer Menschenrechtsaktivist und Unternehmer
- Marques, Rui (* 1977), angolanischer Fußballspieler
- Marques, Sérgio (* 1957), portugiesischer Politiker und Jurist, MdEP
- Marques, Sérgio (* 1980), portugiesischer Triathlet
- Marques, Tarso (* 1976), brasilianischer Automobilrennfahrer
- Marques, Vanessa (* 1996), portugiesische Fußballspielerin
- Marques, Wlamir (1937–2025), brasilianischer Basketballspieler
- Marques, Yane (* 1984), brasilianische Pentathletin
- Marqueste, Laurent (1848–1920), französischer Bildhauer
- Marquet, Adrien (1884–1955), französischer Politiker
- Marquet, Alain (* 1942), französischer Jazzmusiker
- Marquet, Albert (1875–1947), französischer MalerAlbert Marquet (1875–1947)

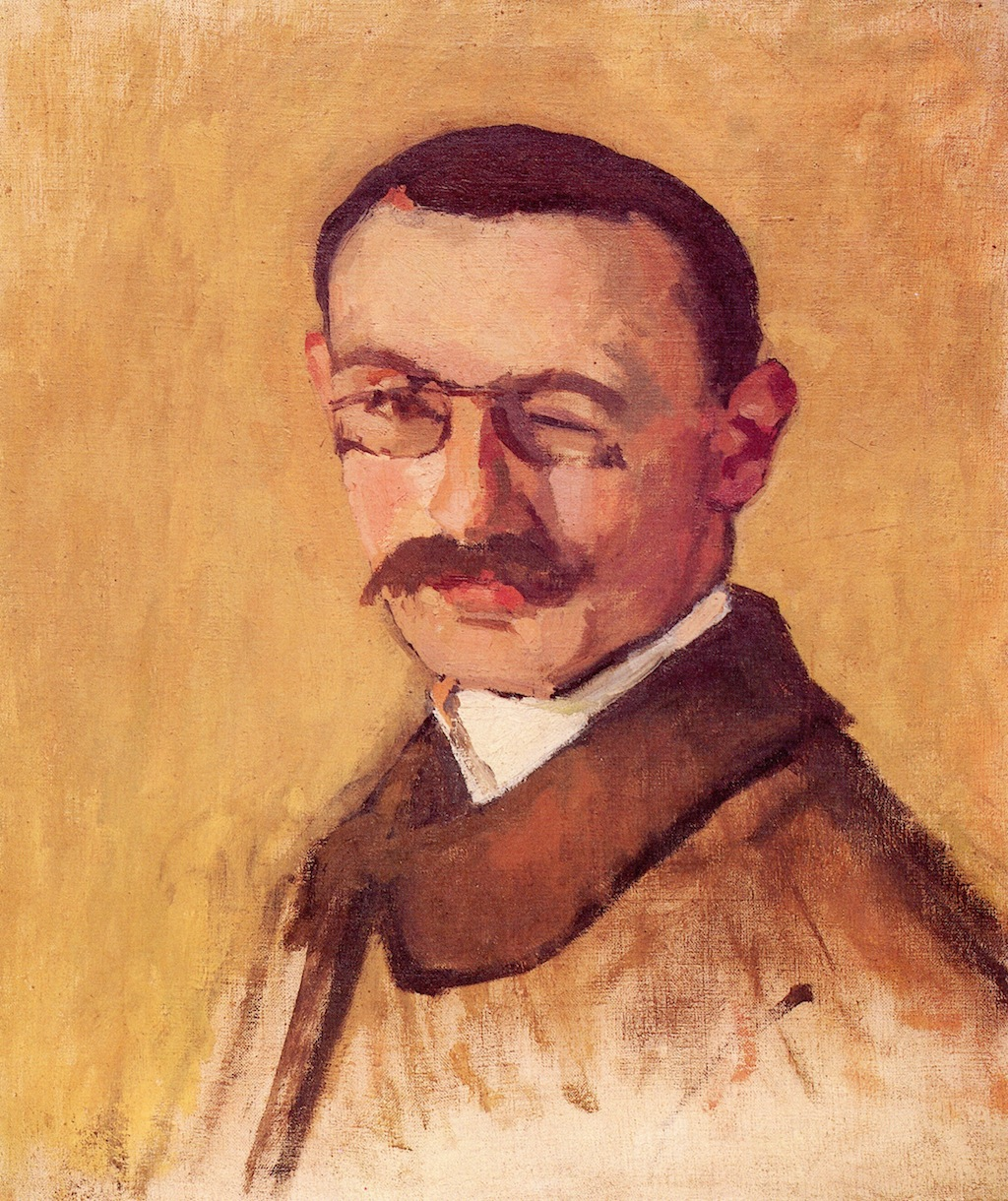
Albert Marquet (1875–1947)

- Marquet, Henri (* 1908), französischer Drehbuchautor und Regieassistent
- Marquet, Jacques (1710–1782), französischer Architekt
- Marquet, Jean-Claude (* 1940), französischer Paläontologe
- Marquet, Juliette, französische Filmproduzentin
- Marquet, Mary (1895–1979), französische Schauspielerin
- Marquet, René Paul (1875–1939), französischer Bildhauer
- Marquet, Sascha (* 1989), deutscher Fußballspieler
- Marquett, Turner M. (1831–1894), US-amerikanischer Politiker
- Marquette, Chris (* 1984), US-amerikanischer SchauspielerChris Marquette (* 1984)

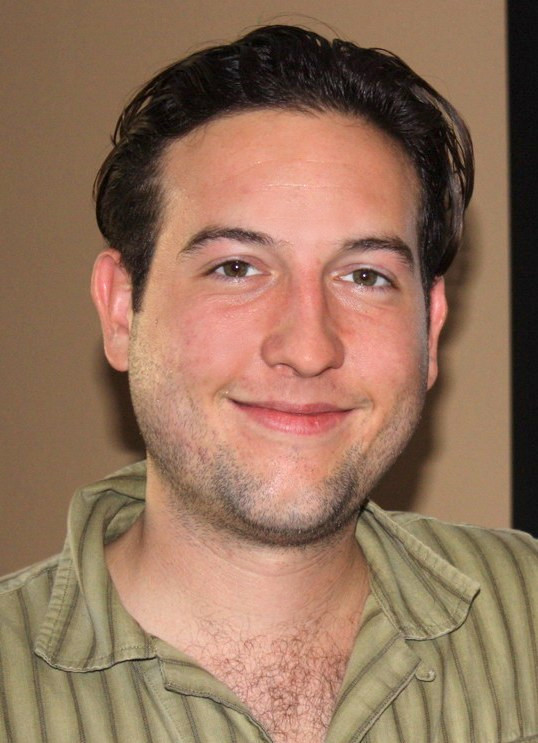
Chris Marquette (* 1984)

- Marquette, Desmond (1908–1999), US-amerikanischer Filmeditor
- Marquette, Jacques (1637–1675), französischer Jesuit und Entdecker
- Marquette, Jacques R. (1915–1999), US-amerikanischer Kameramann
- Márquez Abella, Alejandra (* 1982), mexikanische Filmregisseurin und Drehbuchautorin
- Márquez Bernal, José María (1915–1995), katholischer Bischof
- Márquez Coloma, Alejandro (* 1995), spanischer Handballspieler
- Márquez Coloma, José María (* 1996), spanischer Handballspieler
- Márquez de la Plata, Alfonso (1933–2014), chilenischer Unternehmer und Politiker
- Márquez de la Plata, Fernando (1740–1818), spanischer Kolonialbeamter und Mitglieder der Ersten Regierungsjunta in Chile
- Márquez Delima, Carlos (* 1961), venezolanischer römisch-katholischer Geistlicher, Weihbischof in Caracas
- Márquez Fornieles, Héctor Eliel (* 1979), spanischer Pianist, Komponist und Dirigent
- Márquez Gómez, Tomás Enrique (1915–2004), venezolanischer Geistlicher, katholischer Bischof
- Márquez Lugo, Rafael (* 1981), mexikanischer Fußballspieler
- Márquez Molina, Luis Alfonso (* 1936), venezolanischer Geistlicher und emeritierter Weihbischof in Mérida
- Márquez Ramos, Ricardo (* 1956), mexikanischer Fußballspieler
- Márquez Sterling, Manuel (1872–1934), kubanischer Journalist, Schriftsteller, Diplomat und Politiker, Präsident von Kuba (1934)
- Márquez Villarroel, Emilio (1827–1888), spanischer Maschinenbauingenieur, Mathematiker und Hochschullehrer
- Márquez y Tóriz, Octaviano (1904–1975), mexikanischer Geistlicher, Erzbischof von Puebla de los Ángeles
- Márquez, Alejandro (* 1991), chilenischer Fußballspieler
- Márquez, Alex, amerikanischer Filmeditor
- Márquez, Álex (* 1996), spanischer MotorradrennfahrerÁlex Márquez (* 1996)

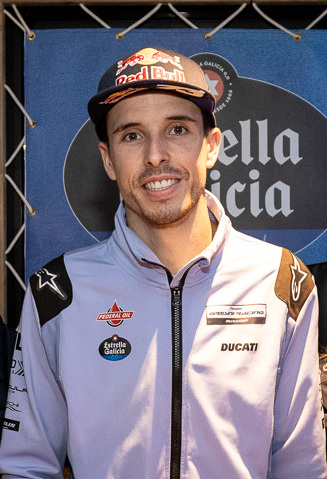
Álex Márquez (* 1996)

- Márquez, Álvaro (* 1990), uruguayischer Fußballspieler
- Márquez, Ana (* 1986), spanische Pokerspielerin
- Márquez, Arturo (* 1950), mexikanischer Komponist
- Márquez, Dayron (* 1983), kolumbianischer Speerwerfer
- Márquez, Edith (* 1973), mexikanische Sängerin und Schauspielerin
- Marquez, Eduardo Ray (* 1976), nicaraguanischer Boxer
- Marquez, Emilio (* 1941), philippinischer Geistlicher, emeritierter römisch-katholischer Bischof von Lucena
- Márquez, Favio (* 1974), argentinischer Fußballspieler
- Márquez, Francia (* 1981), kolumbianische Umweltschützerin und BürgerrechtlerinFrancia Márquez (* 1981)

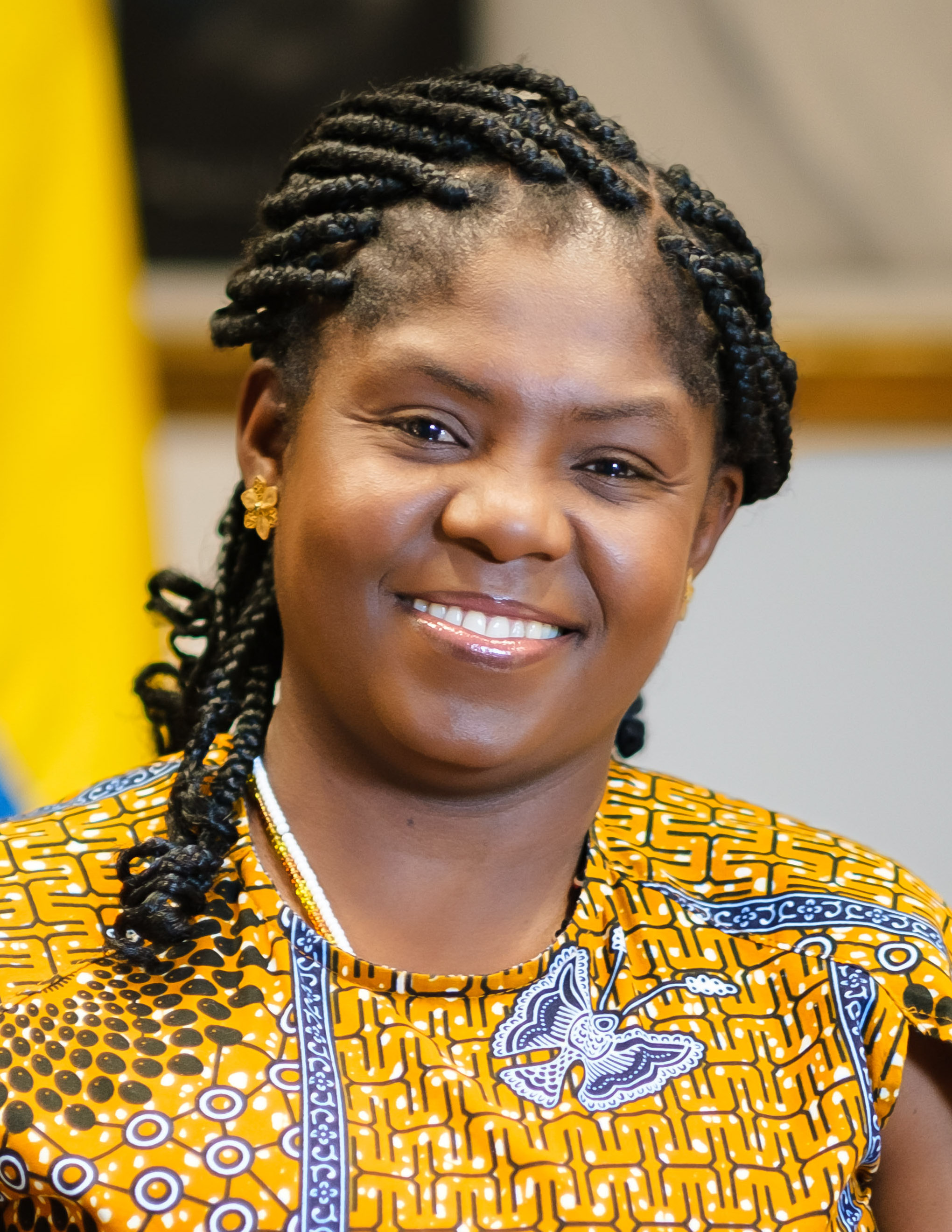
Francia Márquez (* 1981)

- Marquez, Germa (* 1966), spanische Malerin
- Márquez, Gustavo (1989–2018), venezolanischer Bassist
- Marquez, Hernan (* 1988), mexikanischer Boxer im Fliegengewicht
- Márquez, Iván (* 1994), spanischer Fußballspieler
- Márquez, Javi (* 1986), spanischer Fußballspieler
- Márquez, José María Antonio de la Cruz (1802–1832), honduranischer Politiker, Staatschef von Honduras
- Márquez, Juan Manuel (* 1973), mexikanischer Boxer
- Márquez, Laureano (* 1963), venezolanischer Humorist und Politologe
- Márquez, Leonardo (1820–1913), mexikanischer Botschafter
- Márquez, Magnet, peruanische Politikerin
- Márquez, Marc (* 1993), spanischer MotorradrennfahrerMarc Márquez (* 1993)

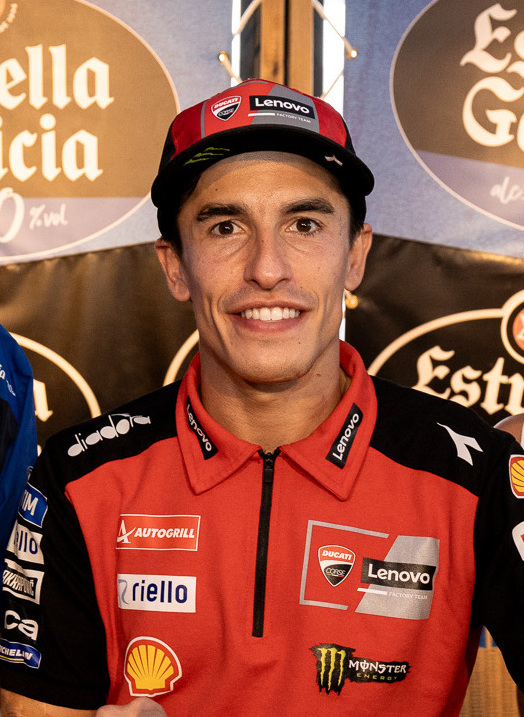
Marc Márquez (* 1993)

- Marquez, Mário (* 1952), brasilianischer Ordensgeistlicher, römisch-katholischer Bischof von Joaçaba
- Márquez, Miguel (1911–1996), spanischer Fußballspieler
- Márquez, Miguel (* 1987), uruguayischer Fußballspieler
- Márquez, Myriam, US-amerikanische Journalistin
- Márquez, Rafael (* 1975), mexikanischer Boxer
- Márquez, Rafael (* 1979), mexikanischer Fußballspieler
- Marquez, Ramona (* 2001), britische Schauspielerin
- Márquez, Raúl (* 1971), US-amerikanischer Boxer
- Márquez, Rocío (* 1985), spanische Flamenco-Sängerin
- Márquez, Salvador (* 1950), mexikanischer Fußballspieler
- Márquez, Tintín (* 1962), spanischer Fußballspieler und -trainer
- Marquez, Vanessa (1968–2018), US-amerikanische Schauspielerin
- Marquez, Wynwyn (* 1992), philippinische Schauspielerin
- Márquez-Ramirez, Enorbel (* 1974), deutsch-kubanischer Baseballspieler und -trainer
- Marquezine, Bruna (* 1995), brasilianische Schauspielerin und Model

#### Marqui
- Marquínez, Anderson (* 2001), ecuadorianischer Leichtathlet
- Marquinho (* 1986), brasilianischer Fußballspieler
- Marquinhos (* 1966), brasilianischer Fußballspieler
- Marquinhos (* 1976), brasilianischer Fußballspieler
- Marquinhos (* 1981), brasilianischer Fußballspieler
- Marquinhos (* 1982), bulgarisch-brasilianischer Fußballspieler
- Marquinhos (* 1982), brasilianischer Fußballspieler
- Marquinhos (* 1989), brasilianischer Fußballspieler
- Marquinhos (* 1992), brasilianischer Fußballspieler
- Marquinhos (* 1994), brasilianischer FußballspielerMarquinhos (* 1994)

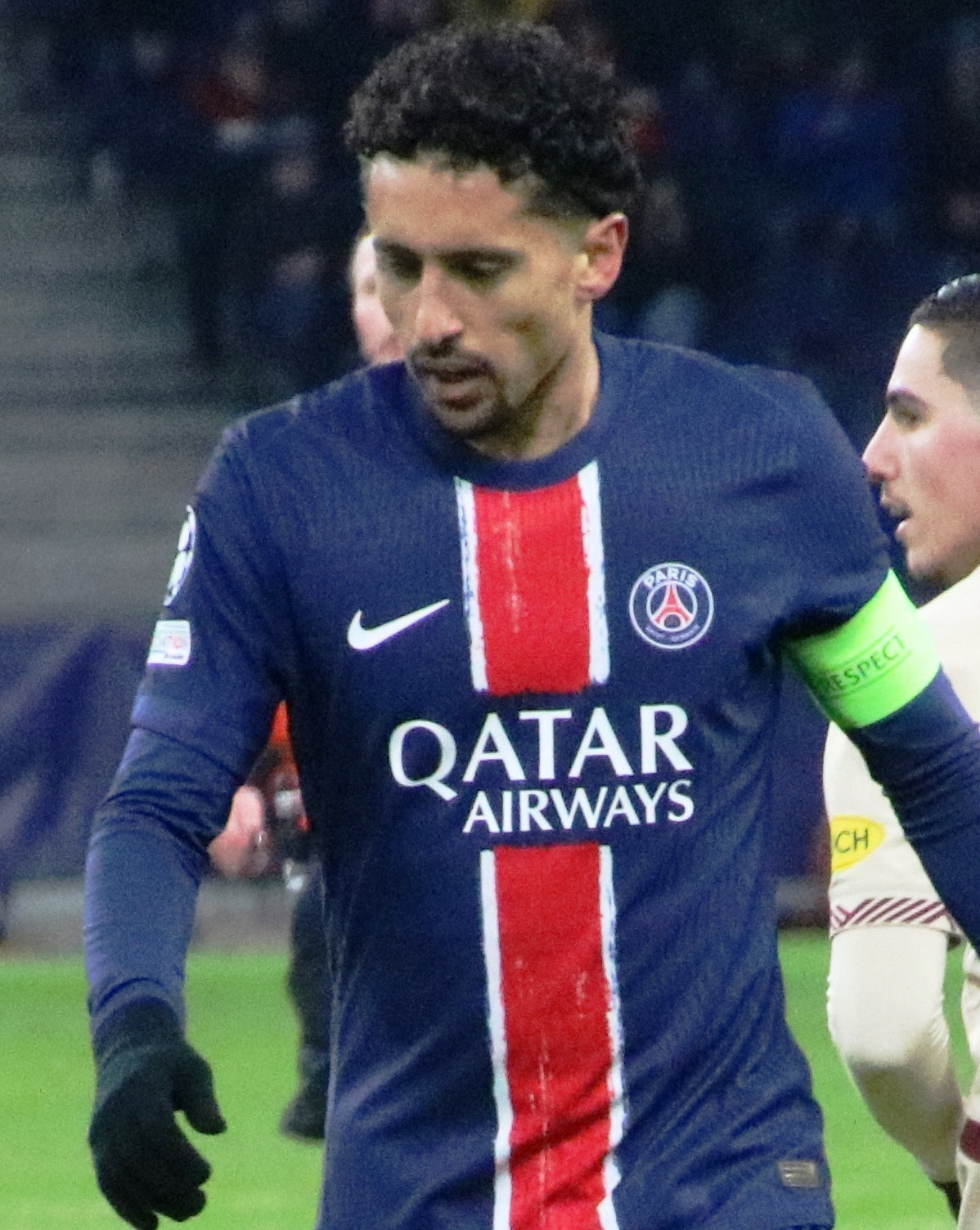
Marquinhos (* 1994)

- Marquinhos (* 2003), brasilianischer Fußballspieler
- Marquinhos Gabriel (* 1990), brasilianischer Fußballspieler
- Marquis, André (1883–1957), französischer Konteradmiral
- Marquis, Arnold (1921–1990), deutscher Schauspieler und Synchronsprecher
- Marquis, Christian (* 1953), französischer Ruderer
- Marquis, Donald Bagley (1935–2022), US-amerikanischer Philosoph
- Marquis, Donald Robert Perry (1878–1937), US-amerikanischer Schriftsteller, Dichter und Journalist
- Marquis, Frederick, 1. Earl of Woolton (1883–1964), britischer Politiker (Conservative Party) und Geschäftsmann
- Marquis, John (* 1975), Tonmeister
- Marquis, Juliette (* 1980), US-amerikanische Schauspielerin ukrainischer Abstammung
- Marquis, Louis (* 1929), Schweizer Leichtathlet
- Marquis, Philippe (* 1989), kanadischer Freestyle-Skisportler
- Marquis, Rosalind (1915–2006), US-amerikanische Schauspielerin
- Marquis, Sarah (* 1972), Schweizer Abenteuerin und Reiseschriftstellerin
- Marquis, Vincent (* 1984), kanadischer Freestyle-Skisportler
- Marquis, William V. (1828–1899), US-amerikanischer Politiker
- Marquiset, Armand (1900–1981), französischer Humanist, Philanthrop und Wohltäter
- Marquitan, Christin (* 1967), deutsche Schauspielerin, Opernsängerin und SynchronsprecherinChristin Marquitan (* 1967)

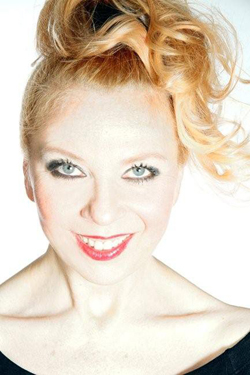
Christin Marquitan (* 1967)

- Marquitan, Hubert (* 1937), deutscher Offizier, zuletzt Generalleutnant der Bundeswehr
- Marquitos (1933–2012), spanischer Fußballspieler

#### Marquo
- Marquordt, Gerhard (1881–1950), deutscher Jurist, Verwaltungsbeamter und Politiker

#### Marqus
- Marqusee, Susan (* 1960), US-amerikanische Biochemikerin und Biophysikerin